# NGC 4753
NGC 4753 è una galassia lenticolare situata a circa 60 milioni di anni luce di distanza nella direzione della costellazione della Vergine. Scoperta dall'astronomo William Herschel il 22 febbraio 1784, è caratterizzata dalla presenza di filamenti contorti che circondano il suo nucleo, forma che la collocano in una ristretta lista di galassie conosciute simili nell'aspetto. È un membro del Gruppo di NGC 4753, a sua volta parte dei Gruppi della Virgo II, una serie di galassie e ammassi di galassie indicati come Superammasso della Vergine.